# Nijemirdum
Nijemirdum (Fries: Nijemardum) is een dorp in de gemeente De Friese Meren, in de Nederlandse provincie Friesland. Nijemirdum ligt tussen Lemmer en Oudemirdum, in de buurt van het IJsselmeer.
Aan de noordkant van het dorp ligt het bosgebied van Gaasterland met het Lycklamabos en de Rietpollen. In 2023 telde het dorp 560 inwoners. De buurtschappen Hooibergen en Nieuw Amerika liggen in het postcodegebied van Nijemirdum.

## Geschiedenis
Het dorp is waarschijnlijk rond 1200 ontstaan op dezelfde zandrug waarop Oudemirdum is ontstaan. De plaatsnaam verwijst naar een ontstaan ten opzichte van Oudemirdum. De eerste vermelding van Nijemirdum is zover bekend in 1399, als Nuwe Merden, daarna werd de plaats vermeld als Neemardum, Nieumardum, Nyemerden,  Niemardum en Nye Merdum.
De Kerktoren van Nijemirdum is het oudste gebouw van het dorp, deze stamt uit de tweede helft van de 14e eeuw. Van oorsprong stond er een kerk, maar die werd in 18e eeuw afgebroken. De kerk is eerder 1516 al eens afgebroken en herbouwd nadat hij door Bourgondiërs in brand was gestoken.
Er was in die tijd sprake van een vrij omvangrijk dorp. In de 18e eeuw was er leegloop. In 1840 is sprake van 22 woningen verspreid over de regio. Later groeide het dorp toch weer en werd in 1898 een nieuwe kerk gebouwd, De Hoekstien. 
Huiteburen, dat ligt tussen Oudemirdum en Nijemirdum, wordt niet meer als een buurtschap geduid maar als het westelijke buitengebied van Nijemirdum.
Tot 1 januari 1984 behoorde Nijemirdum tot de gemeente Gaasterland waarna het tot 2014 tot de gemeente Gaasterland-Sloten behoorde.

## Molen
Ten zuiden van het dorp staat de poldermolen 't Zwaantje, een rijksmonument dat in 2007 opnieuw is gerestaureerd.

## Cultuur
Het dorp heeft een dorpshuis, gevestigd in een oud en meerdere malen verbouwd kerkgebouw dat een tijdlang een school was. Naast het dorpshuis staat de in 1898 gebouwde kerk, De Hoekstien. Sinds 1966 heeft het dorp een kinderkoor.

## Sport
De voetbalvereniging VV N.O.K. is in 1965 opgericht. De vereniging is sinds 1973 onderdeel van omnisportclub SV NOK.

## Onderwijs
Het dorp heeft een basisschool, De Ferbining. In het gebouw zit een peuterspeelzaal.

## Openbaar vervoer
Het dorp is met het openbaar vervoer te bereiken via een streekbuslijn (44) vanaf Bolsward of Sneek.

## Geboren in Nijemirdum
- Johannes Draaijer, voormalig wielrenner